# EVN AG
EVN AG — австрійська міжнародна енергетична компанія, зі штаб-квартирою в місті Марія-Енцерсдорф.
Крім енергетики, в групу компанії EVN входить кабельне телебачення, послуги інтернету, телефонного та мобільного зв'язку «Kabelplus GmbH».

## Історія
Компанія заснована в 1922 році як державна електроенергетична компанія, для електрифікації місцевої залізниці і постачання міста Санкт-Пельтен. У період правління націонал-соціалізму в її склад були націоналізовані електростанції в містах Хорн, Кремс-ан-дер-Донау, Вайдгофен-ан-дер-Іббс, Вільгельмсбург. У 1944 році в місті Нойзідль-ан-дер-Цайя була побудована перша електростанція на природному газі. У 1950-х роках компанія на річці Камп завершила будівництво мережі гідроелектростанцій. Після цього були зроблені додаткові інвестиції в теплові електростанції річки Дунаю. У 1972 році об'єднана компанія отримала назву EVN AG.
Зі вступом Австрії до Євросоюзу, компанія EVN розширила свою присутність на міжнародному рівні, забезпечивши близько 2,2 мільйона споживачів електроенергії в Болгарії та Македонії. На річці Деволі побудовані дві електростанції в Албанії які були продані Verbund, якій EVN також продає свою енергію в Австрії і норвезької Statkraft.
У 2008 році EVN будувала плани на будівництво сміттєспалювального заводу в Україні. Однак сторони не дійшли згоди.